# Christuskirche (Aich)

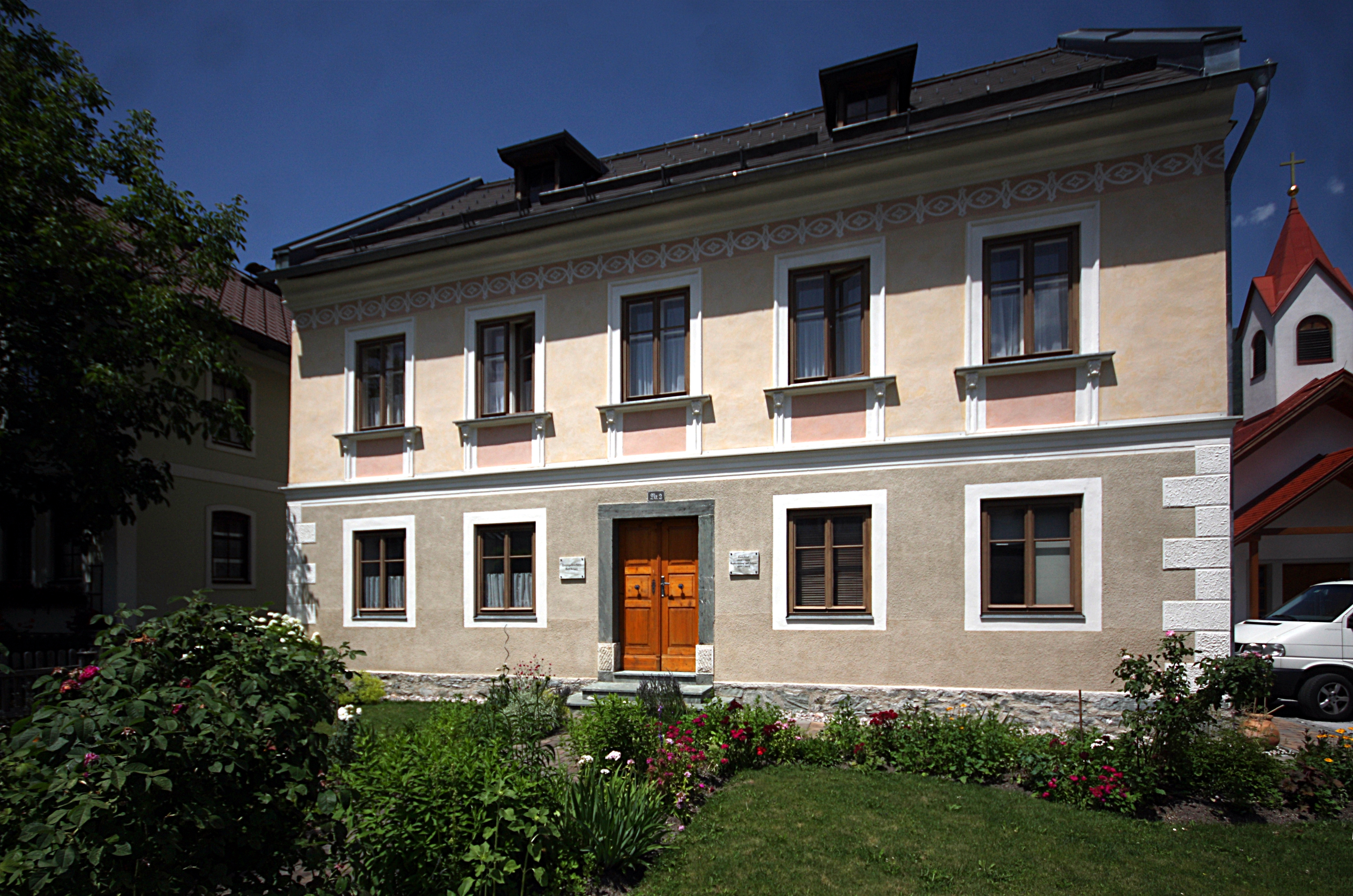
Evangelisches Bethaus Aich

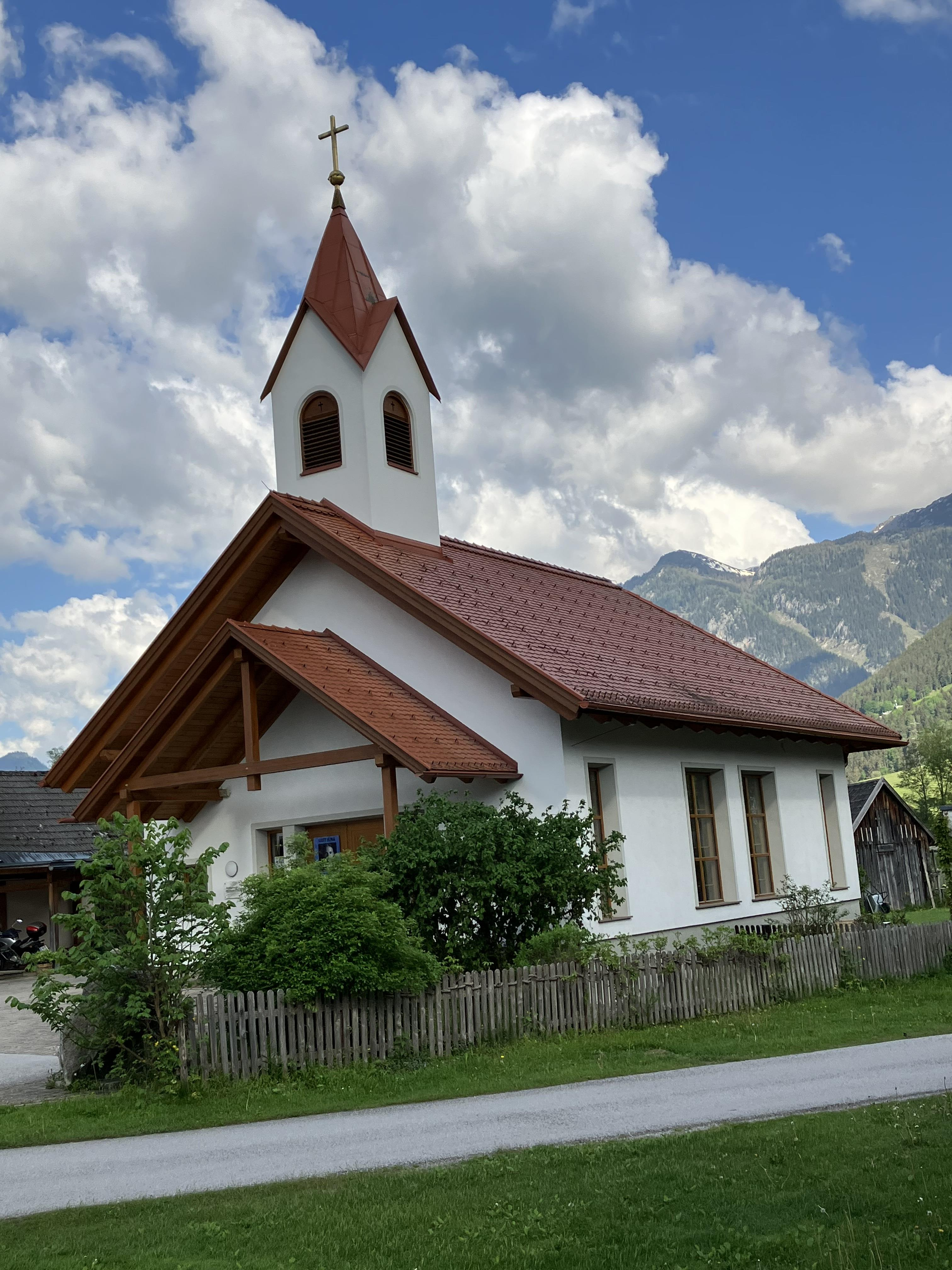
Christuskirche Aich

Die Christuskirche  ist die evangelische Gemeindekirche von Aich (Steiermark). Als Filialkirche der Peter-und-Paul-Kirche in Schladming gehört sie der Evangelischen Superintendentur A. B. Steiermark an.

## Geschichte
In der ersten Hälfte des 16. Jahrhunderts etablierte sich im Ennstal durch das Wirken von Hans Hofmann von Grünbühel auf  Schloss Trautenfels eine evangelische Gemeinde, für die er ein Zentrum aus Kirche und Schule errichtete. Die aus den Resten eines Wehrturms erbaute, 1585 geweihte Kirche St. Jakob in der Au wurde 1599 im Zuge der Maßnahmen zur Durchsetzung der Gegenreformation abgebrochen. In der Nähe ihres alten Standorts wurde 1866–1868 nach dem Deutsch-Dänischen Krieg, finanziert durch eine Schleswig-Holsteinische Stifterin, nach Plänen des Straßenmeisters Karl Ganzenberg das Bethaus errichtet. Seit 1946 diente das ehemalige Schulgebäude als Filialkirche von Schladming. Erster Seelsorger der neuen Filialgemeinde wurde der Theologe und Osteuropahistoriker Hans Koch.
In unmittelbarer Nachbarschaft des historischen Bethauses entstand in den Jahren 2002 bis 2004 der Neubau der evangelischen Christuskirche. Der nach den Plänen des Baumeisters Reinhard Reiter als einfache Saalkirche mit polygonalem Altarhaus, Satteldach, Dachreiter und Vorbau in traditioneller Bauweise errichtete Kirchenbau wird in seinem Innern durch die zeltartig offene Konstruktion des Sparrendachs bestimmt. Die künstlerische Ausstattung der Kirche mit ornamentalen Glasfenstern, Altartisch, Taufbecken und Predigtpult übernahm Norbert Simonlehner.